# Teatro Espressivo Costa Rica
Teatro Espressivo es un teatro, localizado en el Centro Comercial Momentum Pinares de Curridabat. Es el primer teatro GAM, en una región de tradición cafetalera y recientemente residencial, que carecía de espacios de expresión cultural de este tipo. Desde su fundación en el año 2012, ha servido de espacio de expresión cultural y social, con la presentación de espectáculos musicales y teatrales para toda la familia, con especialidades culinarias y café de fincas locales.

## Historia
A inicios de la década de 1990, Steve Aronson, empresario y conocedor del café con un amplio bagaje cultural, se asoció con Dionisio Echeverría, un apasionado del teatro, la alta cocina y experto en relaciones públicas. Ambos compartían una visión innovadora y decidieron unir sus respectivos mundos: el café y la cultura, dos elementos que históricamente habían estado conectados en Costa Rica.
En 1991, junto con un grupo de artistas costarricenses, desarrollaron el Coffeetour de Café Britt. Este espectáculo ofrecía dos funciones diarias y se mantuvo durante más de 15 años, durante los cuales más de 50 actores nacionales participaron y perfeccionaron una técnica de interpretación que contribuyó significativamente al desarrollo de las artes escénicas del país.
El Coffeetour marcó el punto de partida para un nuevo proyecto teatral: el Teatro Espressivo, que se inauguró en 2002 con la obra El Nica de César Meléndez, la cual se convirtió en un fenómeno de audiencia sin precedentes en Costa Rica.
Producciones y Reconocimiento
Espressivo ha producido más de 120 obras como compañía independiente, destacándose por montajes de relevancia social y cultural como Mamita Yunai, La isla de los hombres solos y Pantalones cortos. Además, ha realizado exitosos musicales como Cabaret y Henrietta, el musical. La colaboración con artistas internacionales, incluidos José Zayas, Paul Stebbings y el TNT Theatre Britain, ha elevado su prestigio en la escena teatral.
En 2014, la programación del Teatro Espressivo fue reconocida como de Interés Cultural por el Ministerio de Cultura de Costa Rica, consolidando su papel fundamental en el fomento y desarrollo de las artes escénicas del país.

## Espressivo Bistró
Espressivo es también un concepto de Bistró/Restaurante que decidió nacer en el Este de San José, entre Curridabat y Tres Ríos, en el Centro Comercial Momentum Pinares, como un tributo a una de las zonas cafetaleras más antiguas del país.
Todos los productos son elaborados con materia prima cultivados por agricultores costarricenses lo que garantiza la frescura en los platos.

## Librería Espressivo
La Librería Espressivo, ubicada en el vestíbulo del teatro del mismo nombre, cuenta con una colección de literatura con más de 200 libros únicos y exclusivos.
La oferta está dirigida a un público con un interés por la buena literatura. La selección está enfocada en literatura infantil y literatura ilustrada, en español, de editoriales españolas y mexicanas. Estas se suman a los títulos de editoriales nacionales como La Jirafa y Yo, Pachanga Kids y Uruk. 
El proyecto ha sido considerado como un aporte significativo a la cultura en el sector este de San José, tras varios años de intenso trabajo independiente en favor de las artes escénicas, la educación y la lectura.

## Teatro Infantil
El Teatro Infantil apuesta por la producción de espectáculos artísticos que además de diversión y belleza estética, ofrecen una propuesta lúdica para el desarrollo de la creatividad, la imaginación y la construcción de valores. Los niños y niñas dejan de ser simples observadores y se convierten en una pieza clave para hacer de los montajes espacios interactivos, atractivos e innovadores. 

## Espressivo Events
Teatro Espressivo ofrece paquetes completos diseñados a la medida para sus clientes. 
Cuenta  con un Centro de Conferencias con capacidad para 260 personas más el servicio de alimentación que ofrece el Bistró. 
Para eventos de menor tamaño, se ofrece la Sala de Reuniones VIP, con capacidad para 12 personas, especialmente equipada con tecnología de vanguardia. 
En el 2020, debido a la pandemia de la Covid-19, ha desarrollado una plataforma virtual para la producción y transmisión de eventos en línea.  

## Producciones
Muchas de las obras en Teatro Espressivo han sido producidas por Terruño Espressivo, productora cultural costarricense con actividad desde 1991, premiada en el 2007 con el Premio Nacional de Teatro como "Mejor Agrupación Teatral del Año", por su esfuerzo por mantener una producción teatral constante y de calidad. Algunas producciones destacadas son "El Nica", considerada el fenómeno más importante a nivel de espectadores que haya tenido Costa Rica; Premios Pulitzer como "Duda" de Patrick Shanley y "Lorca en un vestido verde" de Nilo Cruz; "Crónica de una muerte anunciada", de Gabriel García Márquez; entre muchas otras.
Este recinto también ha sido escenario de varios espectáculos musicales de agrupaciones costarricenses como:
- Sintagma: grupo de música barroca antigua.
- Amarillo, Cian y Magenta: grupo de jazz experimental.
- Costa Rica Brass: ensamble de metales.
- Bolero Unplugged: quinteto de Jazz.
- Bahareque Jazz: mezcla original de géneros de la música afro latina con el jazz.

Además de la presentación internacional de la Orquesta Juvenil de Acordeones de Baden-Wurttemberg, Alemania.

## Premios

### Producciones de Espressivo que han obtenido Premios Nacionales de Teatro
- Cesar Meléndez – Premio Nacional de Teatro como Mejor actor - El Nica - 2002
- Melvin Méndez - Premio Nacional de Teatro como Mejor actor – A puerta cerrada - 2005
- Johnny Obando - Premio Nacional de Teatro como Mejor actor debutante - Un cuento de Navidad - 2007
- Katia Mora - Premio Nacional de Teatro como Mejor actriz - El cuarto de Verónica - 2012
- Mariela Richmond - Premio Nacional de Teatro como Mejor Escenografía - Decir sí-Decir no - 2013
- Javier Montenegro - Premio Nacional de Teatro como Mejor actor - Amadeus – 2014
- Francisco Alpízar Córdoba – Premio Nacional de Teatro como Mejor Diseño - La isla de los hombres solos y Don Juan – 2016
- Francesco Bracci Moreno – Premio Nacional de Teatro como Mejor Diseño – La construcción del muro - 2018
- Silvia Baltodano Esquivel – Premio Nacional de Teatro como Mejor actuación – Cabaret – 2019
- Zoraya Mañalich Mendia – Premio Nacional de Teatro como Mejor actuación – El Señor de las Moscas – 2019

### Premio Nacional de Teatro Mejor Grupo - 2007
-Por el esfuerzo de mantener una producción teatral constante y de alta calidad

### Fondo ProArtes
-Gira de Don Quijote - 2010

### Premio Nacional de Gestión y Promoción Cultural 2019
-“Se otorga a la Asociación Cultural Teatro Espressivo, por su impacto social con enfoque generacional y su alineamiento de la Política de Derechos Culturales, en defensa del patrimonio cultural y los derechos de autor. Asimismo, por promover las alianzas público-privadas en cultura”.

### Premios Internacionales[5]
-Muestra Internacional de Teatro Universitario de Ourense, España - Premio del público como mejor obra del Festival – La construcción del muro – 2019

## Montajes Espressivo
Teatro Espressivo es la casa de la Compañía Terruño Espressivo, cuya trayectoria inició en el Teatro Dionisio, en honor al gran productor teatral Dionisio Echeverría, con sede en Café Britty el lugar donde nacieron dos obras que recorrieron Costa Rica y el mundo: El Nica, de César Meléndez y La Mujer Que Cayó Del Cielo, del Teatro UBÚ, la Compañía Nacional de Teatro, SI Productores y el Teatro Universitario.
Entre los montajes llevados a cabo por Terruño Espressivo se pueden nombrar:
2002
El nica
Editus y sus cómplices
2003
El nica
Temporada de Teatro infantil Balagan Art (Teatro Ruso)
2005
A puerta cerrada
2006
Mozart y Salieri
Lorca en un vestido verde
Hamlet
El Rey Lear (TNT de Inglaterra)
Mutaciones (Cirko Vivo)
2007
Duda
Génesis
Esperando a Godot
Crónica de una muerte anunciada
Festival de Jazz (Coproducción con el Centro Cultural Costarricense Norteamericano)
Macbeth (TNT de Inglaterra)
1.er Festival de cine y video documental
American Ballet (Coproducción con el Teatro Nacional)
La casa de Asterión
Un cuento de Navidad
2008
Sueño de una noche de verano (TNT de Inglaterra)
El cuarto vacío
El cántaro roto
Quid Pro Quo
1.er Concurso de puesta en escena
Trigal con cuervos (Coproducción con Grupoo Gesta)
El Quijote
Milagro en Ruanda
La cantante calva
2.º Festival de cine y video documental
Hamlet (TNT de Inglaterra)
Don Perlimplin con Belisa en su jardín
Atrapados en un febrero bisiesto (Coproducción con Teatro Nacional)
Un cuento de Navidad
2009
Romeo y Julieta (TNT de Inglaterra)
La Región Perdida (Productor Asociado)
Un Cuento de Navidad
2010
Don Quijote (Coproducción con TNT de Inglaterra)
Othelo (TNT de Inglaterra)
2011
Don Quijote (Coproducción con TNT de Inglaterra)
La controversia de Valladolid
De Jerusalén a Valladolid (Festival Internacional de la Música)
Mucho ruido y pocas nueces (TNT de Inglaterra)
2012
La escuela de las mujeres
El cuarto de Verónica
2.º Concurso de puesta en escena
Un cuento de Navidad
2013
Pasiones sonetos de William Shakespeare
Durang-Durang de Christopher Durang
Aristofanes adaptación de los textos de Aristofanes
Decir sí de Griselda Gambaro
Romeo vs Romeo de Moy Arburola
Un Mundo Feliz de Aldous Huxley
Las Aventuras de Alicia en el País de las Maravillas de Lewis Carroll
2015 La Casa de los Espíritus, adaptación de Caridad Svich basada en la novela de Isabel Allende. Dirigida por José Zayas. 
2016 La Isla de los Hombres Solos, adaptación de Caridad Svich basada en la novela de José León Sanchez. Dirigida por José Zayas.
2016 Shhh El miedo se durmió. De Fernando Thiel.
2017 Alicia, novela original de Lewis Carroll, dirigida por Max Sir.
2017 Vestido de Novia, de Nelson Rodríguez, dirección José Zayas.
2017 Drácula De la novela de Bram Stoker, dramatizado por Hamilton Deane y John. L. Balderston. Traducción al español: Gerardo Bolaños. Dirección: Luis Carlos Vásquez.
2018 Duda, de John Patrick Shanley. Dirección: Mabel Marín.
2018 Contigo Pan y Cebolla. Comedia de Héctor Quintero. Dirección: Eugenia Chaverri. Protagonistas: Marcia Saborío y María Torres
2018 Y ahora, ¿A qué jugamos? de Fernando Thiel
2018 La última fuga. Archivado el 3 de marzo de 2022 en Wayback Machine. Tragicomedia de Samuel Benchetrit. Dirección: Andrés Montero.
Actúan: Rodrigo Durán Bunster, Pepe Vásquez, Laura Montero y Winston Washington.
2018 Heidi Obra de Johanna Spyri. Adaptación de José Fernando Álvarez. Dirección: Gladys Alzate.
2018 Mamita Yunai. Drama de Carlos Luis Fallas. Adaptación: Denise Duncan. Dirección: Mariano González.
2018 La Construcción del muro. Obra de Robert Schenkkan. Traducción: Gerardo Bolaños G. Dirección: Natalia Mariño.